# Верменич, Владимир Николаевич
Владимир Николаевич Верменич (укр. Володи́мир Микола́йович Верме́нич, 3 августа 1925, с. Борисы (ныне Глобинский район, Полтавская область, Украина) — 11 декабря 1986, Киев) — украинский советский композитор, хоровой дирижер, педагог. Заслуженный деятель искусств Украинской ССР (1976).

## Биография
В 1954 окончил дирижёрский, в 1970 — композиторский (класс М. Дремлюги) факультеты Киевской консерватории.
В 1961—1963 работал заведующим музыкальным отделом украинской гастрольно-концертной организации «Укрконцерт».
С 1963 по 1965 — преподаватель Киевского педагогического института, с 1966 — на творческой работе.
Член Союза композиторов Украины.
Похоронен на Байковом кладбище в Киеве.

## Избранные произведения
Автор более 200 песен, в т.ч. популярной на Украине песни «Чорнобривці».
- Кантата «Песня про Буревестника» (по произведению М. Горького, 1970)
- Хоры — «Дніпро-Славутич» (сл. И.Неходы), «Клятва батькам» (сл. Л.Татаренко), «Світанок» (сл. А.Каспрука) и др.
- Песни :
  - «Чорнобривці» (сл. Н.Сингаивского),
  - «Іду я росами» (сл. О.Богачука),
  - «Зіронька донецька» (сл. М.Чернявского),
  - «Я мрію про море» (сл. В.Сосюры),
  - «Ти снишся мені, мамо» (сл. В.Коротича),
  - «Польова царівно» (сл. М. Сома),
  - «На калині мене мати колихала» (сл. А. Мястковского),
  - «Підкручу я чорні вуса» (сл. А.Мястковского),
  - «Де ти, де ти, любов» (сл. Д. Луценко),
  - «Заспівай мені, мамо» (сл. О. Богачук),
  - «Квіт папороті» (сл. Л. Забашта)
  - «Колискова матері» (сл. Н.Сингаивского),
  - «Неспокій» (сл. Д.Луценко) и др.

Автор ряда песен для детей.